# Literatura de Guatemala
Se denomina literatura guatemalteca a las obras escritas por autores guatemaltecos, ya sea en cualquiera de los veintitrés idiomas que conforman el canon lingüístico del país, o en español. Aunque con toda probabilidad existió una literatura guatemalteca anterior a la llegada de los conquistadores españoles, todos los textos que se conservan son posteriores, y están además transliterados a caracteres latinos.
Las características literarias guatemaltecas a través de la historia nacional, se centran en el feudalismo histórico de hechos reales del país o de personajes emblemáticos de Guatemala que a través de su vida han creado un precedente en la política, sociedad, cultura y tradición de la nación.  Por ejemplo, la literatura maya se centra en la historia de la civilización maya, la cual estaba enraizada en creencias ancestrales que pueblos actuales que todavía viven en Guatemala se han atribuido como suyos.  Entre los libros o documentos más destacados se encuentra el Popol Vuh
que es una recopilación de narraciones míticas, legendarias e históricas del pueblo k’iche’, uno de los reinos que habitaban la región de la moderna Guatemala quinientos años después del colapso de la civilización maya, el cual fue traducido en el XVIII por el fraile Francisco Ximénez, O.P. para fines de evangelización. Estudios arqueológicos realizados en el siglo XXI en el sitio arqueológico de El Mirador en el extremo norte del municipio de San Andrés en el departamento de El Petén revelaron la existencia de un mural realizado en el período preclásico de la civilización maya que presenta a los héroes gemelos Hunapú e Ixbalanqué que menciona el Popol Vuh.
La  Época Colonial, que abarcó de los siglos xvi al xix hizo una evolución histórica trayendo consigo grandes escritores del habla castellana, fuertemente influenciados por la Iglesia Católica, que dejaron una cultura escrita literaria sesgada hacia un embellecimiento de la presencia española en las tierras guatemaltecas.  Por ejemplo, de esta época data la Recordación Florida de Francisco Antonio de Fuentes y Guzmán la cual es un relato histórico escrito en 1690 en donde ya se embellecen los hechos relacionados con la conquista española del xvi, y la Rusticatio mexicana del poeta jesuita Rafael Landívar, que se refiere a los destrozos provocados en la ciudad de Santiago de los Caballeros de Guatemala por los terremotos de 1751.  Ambos personajes pertenecían a las familias criollas más solventes de su época.
Los movimientos independentistas y la guerra civil centroamericana entre liberales y conservadores resultó en un movimiento literario anticlerical, cuyo máximo representante fue Lorenzo Montúfar y Rivera, aunque existen numerosos escritos del siglo xix —y especialmente después del triunfo de la Reforma Liberal en 1871— donde queda en evidencia el desdén que los escritores guatemaltecos sentían por las tradiciones eclesiásticas de sus rivales conservadores. Entre los escritores conservadores destacaron José Milla y Vidaurre y José Batres Montúfar, mientras un ejemplo del pensamiento liberal se encuentra en los escritos de Antonio Macías del Real y Rafael Spínola en la revista literaria La Ilustración Guatemalteca que produjeron entre 1896 y 1898.  De esa misma época data el trabajo del cronista Enrique Gómez Carrillo, quien emigró a Europa donde desarrolló una carrera periodística y literaria de tal nivel que fue reconocido internacionalmente como el «Príncipe de los Cronistas».
Los grupos que caracterizaron al siglo xx fueron la Generación del 10, la Generación del 20 —a la que pertenecía Miguel Ángel Asturias, ganador del Premio Nobel de Literatura en 1967— y el grupo Tepeu, cuyos máximos representantes fueron Manuel Galich y Luis Cardoza y Aragón.

### Obras de Héctor Gaitán

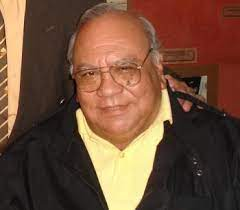
Hector Gaitán

## Literatura en idiomas Mayas
Son numerosos los textos que existen de este tipo, sin embargo los que sobresalen son el Popol Vuh, el Rabinal Achí, el Memorial de Sololá, el Título de los Señores de Totonicapán y el Título de la Casa Ixquín Nehaíb.

### ElPopol Vuh
La obra más significativa de la literatura guatemalteca en idioma quiché (K'iche'), y una de las más importantes de la literatura hispanoamericana precolombina. Se trata de un compendio de historias y leyendas mayas, destinado a conservar la memoria de las tradiciones de la raza. La primera versión conocida de este texto data del siglo XVI, y está escrita en idioma quiché transcrito en caracteres latinos. Fue traducida al español por el dominico Fray Francisco Ximénez a comienzos del siglo XVIII.
Las leyendas incluidas en el Popol Vuh pueden dividirse en cuatro partes:
- Creación del mundo y de los primeros seres humanos
- Historias de Hunahpú e Ixbalanqué
- Creación de los "hombres de maíz"
- Listado de generaciones posteriores

La importancia del Popol Vuh radica en su carácter de compendio histórico-religioso, aunque con preponderancia del segundo elemento sobre el primero. Por esta conjunción de lo mítico y lo religioso, ha sido denominado la Biblia Maya, y es un documento fundamental para conocer la cultura de la América precolombina.

### Traducciones del Popol Vuh
- Francisco Ximénez, O.P.: realizó las primeras traducciones del Popol Vuh, libro sagrado de los mayas y de los k'iche's.  La traducción no era exacta y estaba más orientada a catequizar a los indígenas guatemaltecos en la religión católica.  Ximénez transcribió y tradujo el texto en columnas paralelas de k'iche' y español. Más tarde elaboró una versión prosaica que ocupa los primeros cuarenta capítulos del primer tomo de su Historia de la provincia de Santo Vicente de Chiapa y Guatemala, que empezó a escribir en 1715. Los trabajos de Ximénez permanecieron archivados en el Convento de Santo Domingo hasta 1830, cuando fueron trasladados a la Academia de Ciencias de Guatemala.[b] En 1854 fueron encontrados por el austríaco Karl Scherzer, quien en 1857 publicó el primer tallado de Ximénez en Viena bajo el título primitivo Las historias del origen de los indios de esta provincia de Guatemala.  El abate Charles Étienne Brasseur de Bourbourg sustrajo el escrito original de la universidad, lo llevó a Europa y lo tradujo al francés. En 1861 publicó un volumen bajo el título Popol Vuh, le livre sacré et les mythes de l'antiquité américaine. Fue él, pues, quien acuñó el nombre Popol Vuh.  El manuscrito original de Ximénez fue comprado por el coleccionista y hombre de negocios Edward E. Ayer, quien residía en Chicago, Estados Unidos. Como miembro del consejo de administración de una biblioteca privada de Chicago, tomó la decisión de donar su colección de diecisiete mil piezas a la biblioteca Newberry, un proceso que duró de 1897 a 1911.  Hoy, un facsimilar del manuscrito está disponible en línea gracias a una colaboración de la Newberry y la Biblioteca de la Universidad Estatal de Ohio, bajo la dirección del profesor Carlos M. López.[10] El facsimilar también está accesible en el sitio Archivos del Popol Wuj y las culturas mayas,[11] en el que además se incluyen documentos y materiales relacionados con el manuscrito.
- Adrián Recinos: en la década de 1940, localizó el manuscrito en la biblioteca Newberry y publicó la primera edición moderna en 1947. Esta versión está basada en el documento del abate Charles Étienne Brasseur de Bourbourg.[12]

### ElRabinal Achí
El Rabinal Achí, en el original Xajooj Tun o "Baile del Tun", es una obra dramática, consistente en bailes y textos, que se conserva y se representa tal y como se debió representar originalmente. Se supone que data del siglo XV, y en él se narran los orígenes míticos y dinásticos del pueblo Kek'chi', y sus relaciones con los pueblos vecinos. La historia cuenta cómo el príncipe de los Kek'chi' lucha contra las tribus vecinas y, aunque inicialmente las derrota, posteriormente es capturado y llevado ante el rey Job’Toj, quien le concede volver a su pueblo para despedirse y bailar con la princesa por última vez.
El Rabinal Achí se representa durante la fiesta de Rabinal, el 25 de enero, día de San Pablo. Fue declarado Obra Maestra de la tradición Oral e Intangible de la Humanidad

## Época colonial: siglosXVI-XVIII
Los primeros escritores naturales de Guatemala que emplearon el idioma español en sus creaciones datan del siglo XVII. Entre ellos cabe mencionar a sor Juana de Maldonado (1598-1666), a quien se considera la primera poetisa y dramaturga colonial de Centroamérica, o el historiador Francisco Antonio de Fuentes y Guzmán que escribió la Recordación Florida.
En el campo de la poesía es de suma importancia el cultivo de formas poéticas tradicionales escritas para ser cantadas. Entre estas destaca especialmente el villancico destinado a los oficios de vísperas de las principales fiestas del año litúrgico. Esta era la única ocasión litúrgica en la que era permitido cantar en idiomas vernáculos, mientras todas las demás celebraciones eran exclusivamente en latín. En Guatemala como en todo el imperio español se compusieron sainetes, jácaras, tonadas, cantatas y villancicos sobre letras en castellano. Entre los autores de estos poemas, que fueron puestas en música por ellos mismos, sobresalen Manuel José de Quirós (ca. 1765-1790), Pedro Nolasco Estrada Aristondo, Pedro Antonio Rojas y Rafael Antonio Castellanos (ca. 1725-1791). Este último es uno de los más importantes en el mundo hispano y en la música de Guatemala.
Durante el siglo XVIII la literatura guatemalteca recibió la influencia del Neoclasicismo francés, como demuestran las obras didácticas y filosóficas de autores como Rafael García Goyena0 o Fray Matías de Córdova.

### Poetas

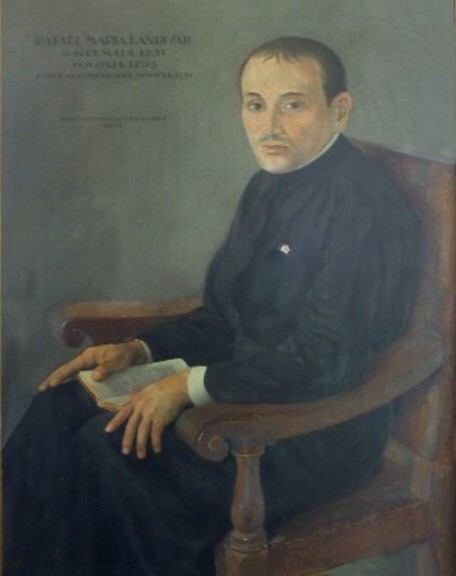
Rafael Landívar

- Rafael Landívar (1731-1793): poeta y sacerdote jesuita guatemalteco que describió a la Guatemala colonial del siglo XVIII en sus versos en latín de «Rusticatio Mexicana». El jesuita Landívar es considerado como el primer gran poeta de Guatemala. Obligado a exiliarse por la orden del expulsión dictada por Carlos III, viajó a México primero, y a Italia después, donde falleció. Escribió originalmente en latín su Rusticatio mexicana, de gran éxito, así como sus poesías de elogio al obispo Figueredo y Victoria.

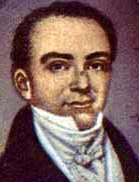
Rafael García Goyena

- Rafael García Goyena (1766-1823): escritor, poeta y jurista guatemalteco. Una de sus obras más conocidas es Los animales congregados en Cortes.[14] Su obra poética tiene carácter didáctico y satírico, y está contenida en el volumen Fábulas y poesías varias.[15] Su estilo es sencillo, a la vez que agudo, y la estructura de los poemas ingeniosa.[14]

## SigloXIX

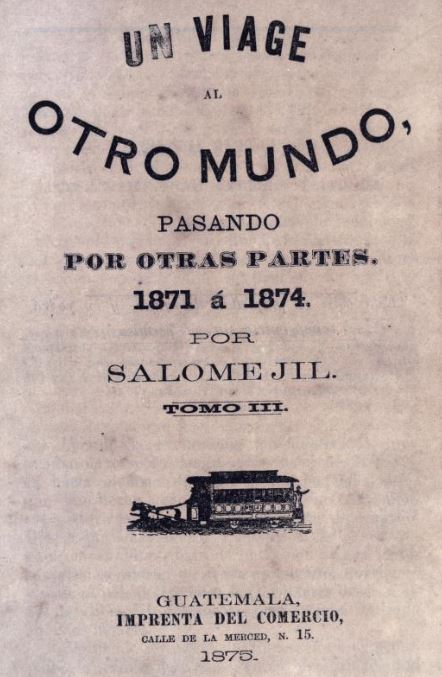
Portada de Un viaje al otro mundo pasando por otras partes del escritor José Milla y Vidaurre. En esta obra -escrita durante su exilio en Estados Unidos y Europa (1871-1874)- presenta al personaje Juan Chapín, que representa al típico guatemalteco ladino del siglo xix.

Guatemala logró la independencia de España en el año 1821, en su deseo por establecer relaciones políticas y comerciales con otros países además de España. La literatura durante esta época está muy marcada por las luchas políticas, por lo que predominan el ensayo y el discurso como géneros literarios. Además, esta época ve el nacimiento del periodismo en Guatemala, con figuras como Antonio José de Irisarri.
Durante el siglo xix comienza a desarrollarse la literatura guatemalteca independiente de la española, aunque siguieron recibiéndose importantes influencias europeas. Entre los escritores de esta época cabe mencionar a María Josefa García Granados y José Batres Montúfar -conocido simplemente como «Pepe Batres»-, quienes escribieron conjuntamente el Sermón para José María Castilla, una obra que resultó escandalosa para la época. El segundo es además autor del poema Yo pienso en ti, uno de los más conocidos de la literatura guatemalteca.
En la segunda mitad del siglo XIX triunfa el género novelesco, merced en especial a José Milla y Vidaurre, considerado como el "padre de la novela guatemalteca", que firmó algunas de sus obras con el seudónimo de "Salomé Jil", anagrama de su nombre. Entre sus obras destacan La hija del Adelantado (1866), Los Nazarenos (1867), El visitador (1867) y El libro sin nombre.
El modernismo hispanoamericano, heredero del simbolismo y del parnasianismo franceses e impulsado por el nicaragüense Rubén Darío, también tuvo sus representantes en Guatemala a finales del siglo XIX. En el campo de la poesía, cabe mencionar a Domingo Estrada, Máximo Soto Hall o María Cruz. Enrique Gómez Carrillo, escritor polifacético y conocido en Europa como el príncipe de los cronistas, representa el modernismo en la prosa.

### Cronistas

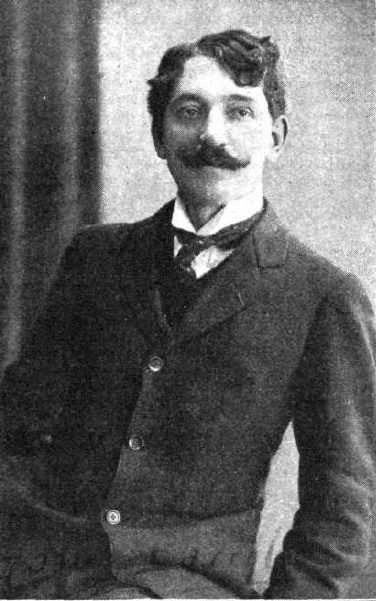
Enrique Gómez Carrillo

- Enrique Gómez Carrillo (1873- 1927): escribió alrededor de 80 libros, de géneros variados, aunque destacan principalmente sus crónicas internacionales, en las que ejercitó una prosa realmente modernista. Es famoso también por su vida bohemia y viajera; fue conocido en su tiempo alrededor del mundo de habla francesa y castellana como el «príncipe de los cronistas».[9][17]

Gómez Carrillo colaboró en numerosas publicaciones de España, Francia e Hispanoamérica, y fue director de «El Nuevo Mercurio» (1907) y «Cosmópolis» (1919-1922). Residió principalmente en Madrid y en París. Viajero infatigable, escribió numerosos libros de crónicas que recogen sus impresiones sobre los lugares que visitó: El alma encantadora de París (1902), La Rusia actual (1906), La Grecia eterna (1908), El Japón heroico y galante(1912), La sonrisa de la esfinge (1913), Jerusalén y la Tierra Santa (1914), Vistas de Europa (1919) y El encanto de Buenos Aires Fue autor también de varios ensayos, entre lo autobiográfico y la crítica literaria: Sensaciones de arte (1893), Literatura extranjera (1895), El modernismo (1905), Literaturas exóticas (1920), Safo, Friné y otras seductoras (1921), El misterio de la vida y de la muerte de Mata-Hari (1923), Las cien obras maestras de la literatura universal (1924) y La nueva literatura francesa (1927). En cuanto a su obra narrativa, destacan Tres novelas inmorales: Del amor, del dolor y del vicio (1898), Bohemia sentimental (1899), Maravillas (1906) y El evangelio del amor (1922); en todas ellas predomina el tema erótico, dentro de una estética próxima al decadentismo.

### Historiadores

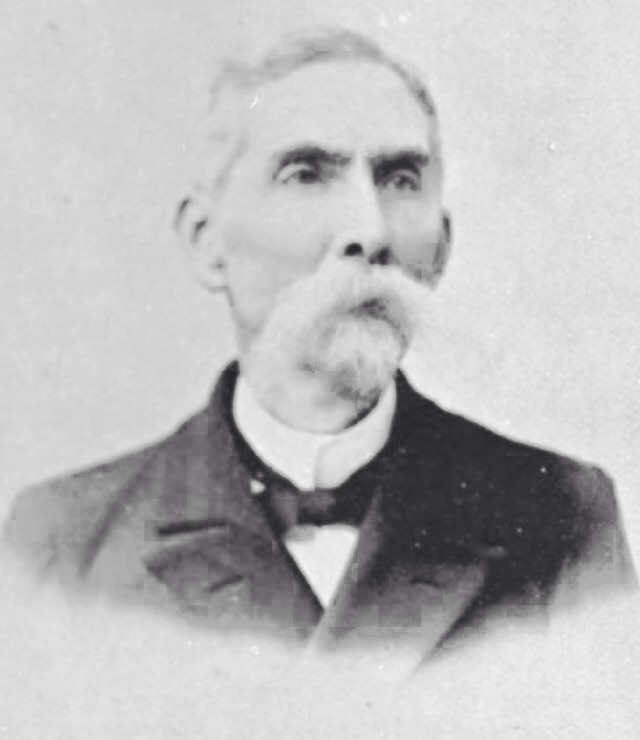
Agustín Gómez Carrillo

- Agustín Gómez Carrillo (1838-1908): jurisconsulto e historiador, hijo del diplomático, jurista, escritor y periodista Ignacio Gómez y padre del escritor Enrique Gómez Carrillo. Fue rector de la Universidad Nacional,[c] Alcalde de la Ciudad de Guatemala en 1899 y miembro de la Real Academia Española.[25]

### Novelistas

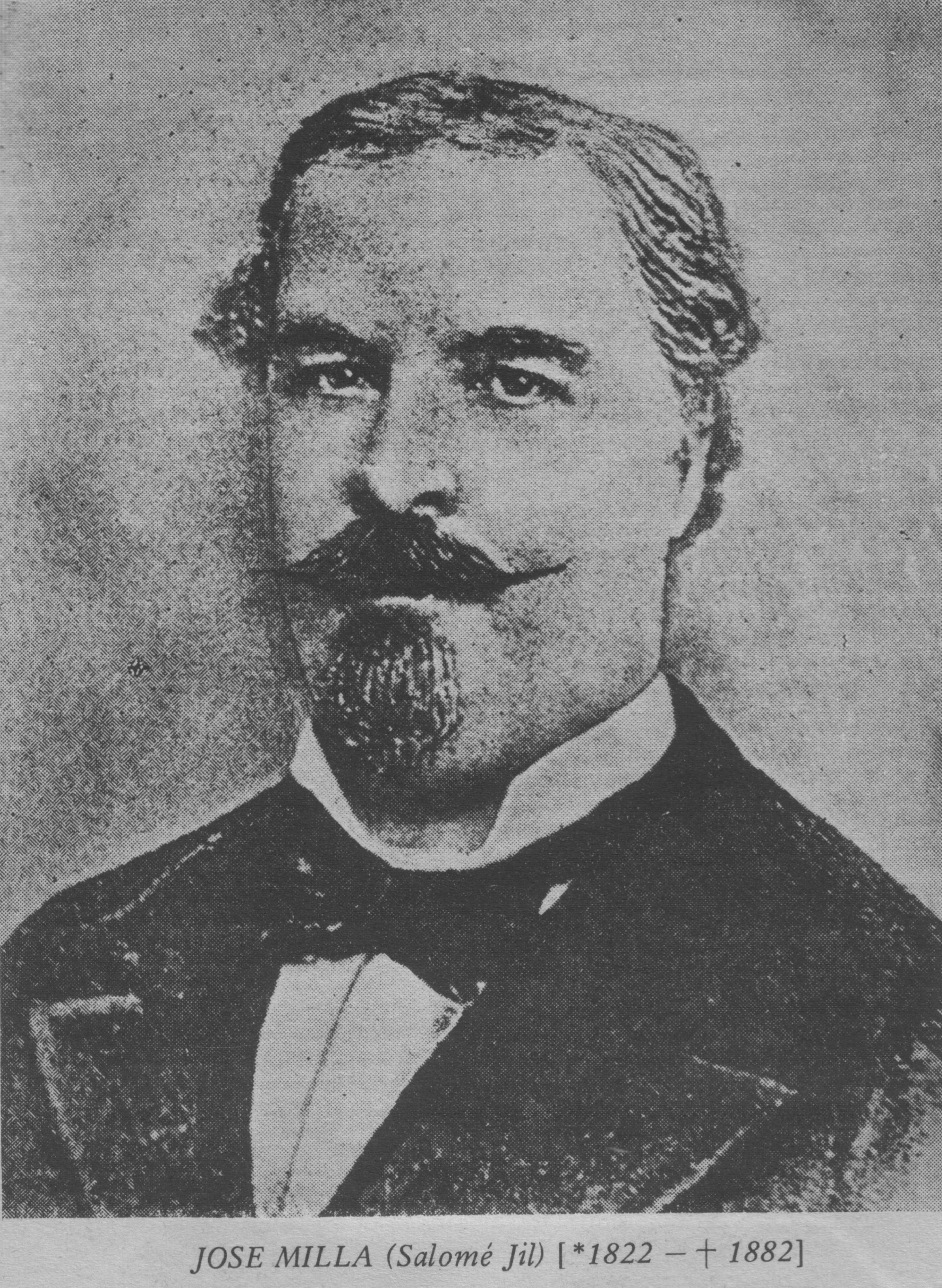
José Milla y Vidaurre

- José Milla y Vidaurre (1822-1882): fue un escritor, periodista e historiador del siglo xix, considerado uno de los fundadores de la novela en la literatura guatemalteca; en especial, él destacó en la narrativa histórica. También fue Ministro de Relaciones Exteriores y embajador de Guatemala ante los Estados Unidos durante el gobierno del general Rafael Carrera (1851-1865), siendo uno de los firmantes en 1859 del decreto en donde se cede Belice a la Gran Bretaña para explotar madera, a cambio de la construcción de una vía de comunicación entre la capital de Belice y la de Guatemala (carretera que Inglaterra jamás construyó).  Estuvo entre el grupo de periodistas que fundaron el Diario de Centro América en 1890.[26][27]

### Periodistas

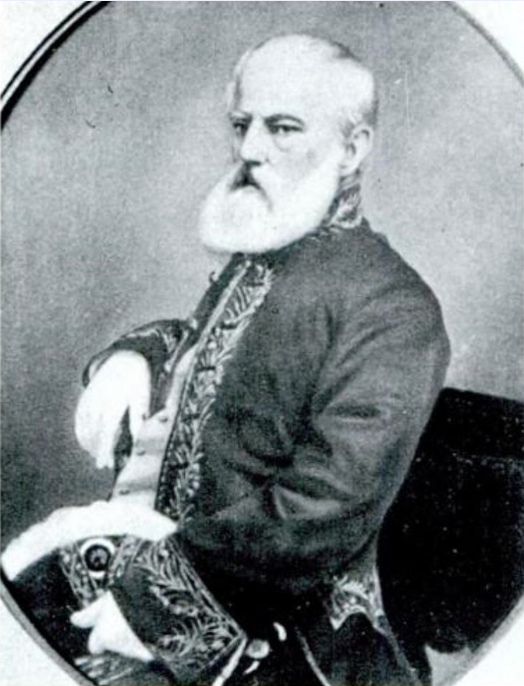
Antonio José de Irisarri

- Antonio José de Irisarri (1786-1868): fue un militar, diplomático y periodista del siglo xix, considerado uno de los creadores del género periodístico en Guatemala y en Chile.  Radicó en muchos países de América y estuvo un tiempo en Europa, razón por la que publicó El cristiano errante mientras se encontraba en Colombia; participó activamente en la Independencia de Chile y en la guerra entre este país y la Confederación Perú-Boliviana; también fue Ministro de la Guerra del Estado de Guatemala durante el gobierno de Mariano de Aycinena y Piñol y en medio de la guerra civil centroamericana entre 1828 y 1829, pero fue hecho prisionero por las fuerzas del general liberal hondureño Francisco Morazán y enviado a prisión en San Salvador, de donde huyó en 1830.[28]  Murió siendo el embajador de Guatemala y de El Salvador ante el gobierno de los Estados Unidos en 1868.[29]

Sus periódicos más conocidos fueron:
- El Semanario Republicado ( Chile, 1814)
- El Monitor Americano ( Chile, 1814)
- El Guatemalteco ( Guatemala, 1828)
- La balanza ( Ecuador, 1840)
- El Cristiano Errante ( Colombia, 1846): obra en que publicó una versión novelada de su vida, con el sobrenombre de Romualdo Villapedrosa; el apellido del protagonista era una versión alterna del apellido Irisarri, pues en lengua vasca, Iris significa «ciudad» y Sarri significa «piedra».  Originalmente iba a estar constituida por siete volúmenes, pero por el derrocamiento del presidente Mosquera en Colombia solamente se publicó parte del primero
- El Revisor ( Estados Unidos, 1849)

### Poetas

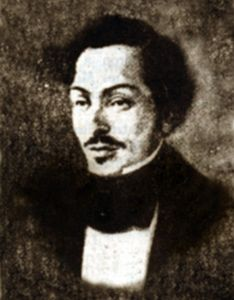
José Batres Montúfar

- José Batres Montúfar (1809-1844): escritor, político, ingeniero y militar que nació en la ciudad de San Salvador; hijo de José Mariano Batres y Asturias y de Mercedes Montúfar y Coronado. Provenía de la vieja alcurnia de familias coloniales. Se le ha llamado el mejor poeta guatemalteco del siglo XIX, por su obra intelectual sin parangón en las letras de ese tiempo en Guatemala, sólo comparable a lo que consiguió en la prosa el novelista José Milla y Vidaurre, promotor de la difusión de las composiciones de Batres Montúfar, prontamente olvidadas incluso en las décadas siguientes a su deceso. Entre muchos de los escritores que lo mencionaron, como Menéndez y Pelayo y José Martí, el célebre erudito de la literatura hispanoamericana Pedro Henríquez Ureña dijo de él: «El mejor de los poetas dotados del don del humor».[34]

## SigloXX
En el siglo XX, la literatura de Guatemala alcanza un nivel comparable al de las demás literaturas de Hispanoamérica, gracias a la aparición de varias generaciones de escritores, y en especial a cuatro escritores fundamentales: el novelista Miguel Ángel Asturias (Premio Nobel de Literatura en 1967), autor de novelas como El Señor Presidente u Hombres de Maíz; el poeta Luis Cardoza y Aragón; el cuentista y novelista Augusto Monterroso (Premio Príncipe de Asturias de las Letras en 2000) y el dramaturgo Carlos Solórzano. En general, la literatura guatemalteca del siglo XX tiene una fuerte influencia de la vida política, como prueba el hecho de que sus principales autores debieran exiliarse durante las sucesivas dictaduras y guerras civiles que sufrió Guatemala.
Suele dividirse la literatura guatemalteca del siglo XX por generaciones o décadas. Las más importantes son:
- La generación de 1910 o "del Cometa"
- La generación de 1920[35][36][37]
- La generación de 1930 o "Grupo Tepeus"
- La generación de 1940 o "Grupo Acento"
- El Grupo Saker-ti (1944-1954)
- La "Generación comprometida" (después de 1954)

### Dramaturgos
- Manuel Francisco Galich López (1913-1984): escritor, dramaturgo y político. Participó en la Revolución de octubre de 1944 que terminó con el gobierno del general Federico Ponce Vaides y luego ocupó varios puestos en los gobiernos de Juan José Arévalo y de Jacobo Arbenz Guzmán entre 1944 y 1954, entre ellos Ministro de Educación y embajador de Guatemala en varios países de América del Sur. En 1977 recibió el premio Ollantay de Bogotá, por parte de la Federación de Festivales de Teatro de América.[38]
- Hugo Carrillo (artista) (Cobán - Guatemala, 1929) - Ciudad de Guatemala - Guatemala, 19 de octubre de 1994) artista guatemalteco, Dramaturgo y Director Teatral, autor homenajeado con en el XVI Festival de Teatro Guatemalteco.1 2 Realizó estudios en la Facultad de Humanidades e Historia en la Universidad de San Carlos de Guatemala de 1952 a 1953; Filosofía y letras en la Universidad de México; un año de estudios en el Departamento de Teatro en 1954, en la Universidad de Bridgeport, Conn. U.S.A. The Shakespeare Instituto 1969, UNAM, México, Departamento de Letras Inglesas. Realizó estudios teatrales en la Escuela Dramática de Charles Dullín T.N.P. París Francia.
- Victor Hugo Cruz (Ciudad de Guatemala, 1938) El dramaturgo Víctor Hugo Cruz comenzó su carrera como actor en 1958, en el Teatro de Arte Universitario (TAU). Es declamador, director teatral y técnico. Ha escrito obras de teatro con las cuales ha ganado tres premios en los Juegos Florales Centroamericanos de Quezaltenango:1 Dos y dos son cinco (1971);2 De frente, March (1973), y Smog (1974). También escribió El benemérito pueblo de Villabuena (1973), con la que ganó el VI Festival de Cultura en Antigua Guatemala, en 1974.
- Claudio Valerio Gaetani (Ciudad de Guatemala, 25 de octubre de 1967) Inicia alrededor de 1982 su carrera como escritor con un pequeño volumen literario "Brandix". Dramaturgo Guatemalteco con más de 1500 obras escritas en varios géneros.

### Obras de Geldryn de León

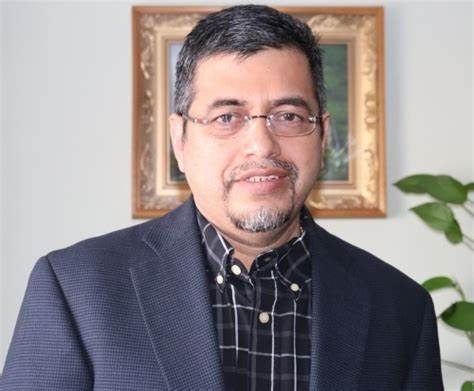
Geldryn de Leon

### Historiadores

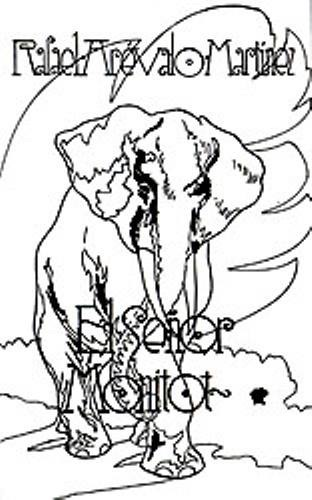
Portada de la edición de Señor Monitot de Rafael Arévalo Martínez en 1922.

- Juan José Arévalo Bermejo (1904–1990): educador y político guatemalteco. Hijo de Mariano Arévalo Bonilla y Elena Bermejo de Paz, estudió en la Universidad de Tucumán en Argentina tras obtener una beca de parte del gobierno del general Lázaro Chacón.  En 1944, fue elegido presidente de Guatemala para el período 1945 a 1951 tras la Revolución de 1944, siendo el primer presidente popularmente electo en ese país centroamericano; luego, durante el gobierno del coronel Jacobo Arbenz Guzman fue embajador itinerante de Guatemala.  Se definió a sí mismo como un socialista espiritual, que impulsó numerosas reformas para integrar a las clases más pobres de la sociedad guatemalteca, basado en el New Deal del presidente norteamericano Franklin D. Roosevelt; sin embargo, por ser estas reformas totalmente nuevas para Guatemala y ejecutadas durante la Guerra Fría, la derecha de su país lo tildó de comunista.  Fue también un prolífico escritor, cuyas obras versan sobre temas de pedagogía e historia de Guatemala.[39]
- Rafael Arévalo Martínez (1884-1975): poeta, escritor, ensayista y dramaturgo, considerado uno de los antecesores del realismo mágico.[40] Es uno de los escritores guatemaltecos más reconocidos de la «generación del 10».[41][42]
- Efraín De los Ríos
- Federico Hernández de León (1883-1959):  historiador, escritor y periodista. Estudió en el Instituto Nacional Central para Varones de Guatemala, de donde se graduó con el diploma de Bachiller en Ciencias y Letras en 1900.[43] Activo políticamente, fue apresado durante los últimos años del gobierno del licenciado Manuel Estrada Cabrera, encontrándose recluido en la Penitenciaría Central de Guatemala cuando cayó el presidente el 14 de abril de 1920.[44] Tras su liberación, entró directamente a hacerse cargo del Diario de Centro América, periódico semioficial de Guatemala en ese entonces.[45] Posteriormente, editó el periódico Nuestro Diario, aguerrido periódico que dirigió junto a Carlos Bauer Avilés.[46] Se caracterizó por publicar numerosas efemérides de la historia guatemalteca, en un sencillo ameno y tendencia abiertamente liberal.
- Héctor Gaitán (1939-2012): locutor, periodista, historiador y escritor guatemalteco. Fue el creador del programa radial «La calle donde tú vives», que luego llevó a los diarios, a la televisión, y a libros impresos; en su obra presentaba crónicas sobre leyendas guatemaltecas de espantos y aparecidos.[47]
- Manuel Galich
- Clemente Marroquín Rojas
- Virgilio Rodríguez Beteta (1885-1967):  Rodríguez Beteta fue un intelectual polifacético, interesado en la cultura maya, la historia, la política y la cultura de Guatemala. En 1917 escribió el libreto para la ópera Quiché Vinak y le propuso su realización al compositor Jesús Castillo, quien compuso la partitura de lo que sería la primera ópera sobre tema y música maya quiché.[48] Junto a Adrián Recinos, fundó la revista jurídica El Derecho, y también fue uno de los fundadores de la Sociedad de Geografía e Historia de Guatemala. Dirigió el Diario de Centro América y posteriormente aceptó representar a Guatemala como embajador ante los gobiernos de Honduras, España, Chile y Colombia, siendo también embajador ante la Sociedad de Naciones en Ginebra, Suiza. Su edad madura la dedicó a la investigación histórica y politológica, publicando una serie de libros importantes sobre una variedad de temas en esas disciplinas.[49] Era el padre del también escritor Virgilio Rodríguez Macal.
- Carlos Wyld Ospina

### Novelistas
- Luis Cardoza y Aragón
- Elisa Hall de Asturias (1900-1982): escritora e intelectual autodidacta. Proveniente de una familia de intelectuales, tras su matrimonio con José Luis Asturias, Elisa Hall se familiarizó con el trabajo monumental que su suegro, Antonio Asturias, realizaba con el afán de mantener al día la genealogía de la familia Asturias, desde el arribo del primer antepasado, Sancho Álvarez de Asturias, a Guatemala en la segunda mitad del siglo XVII. Fue así cómo Hall concibió la idea de escribir «Semilla de Mostaza», obra monumental para la que se documentó profundamente sobre la época de Sancho Álvarez de Asturias para escribir unas memorias que, narradas en primera persona y con un lenguaje arcaico, cuentan la vida en España de don Sancho de Asturias, y el porqué de su emigración al Nuevo Mundo en 1666. La obra, publicada en 1938, publicó una de las mayores polémicas literarias en Guatemala, pues hubo algunos eruditos que argumentaron que Hall de Asturias no podría haber escrito un documento tan magnífico.[50] En 2011, la filóloga española Gabriela Quirante Amores, tras un análisis detallado de la obra, concluyó que Hall de Asturias era la auténtica autora.[51][52]
- Flavio Herrera (1895-1968): escritor, poeta y periodistas. Estudió en el Colegio de Infantes y en el Instituto Nacional Central para Varones. Con 13 años escribía artículos para la revista Juan Chapín. En 1918 se graduó de Abogado y Notario en la Universidad Manuel Estrada Cabrera.[d] Durante el gobierno de Juan José Arévalo, fue embajador de Guatemala en Brasil y Argentina, y dirigió la Escuela Centroamericana de Periodismo. Cuando murió, el 31 de enero de 1968, donó su finca en San Antonio Suchitepéquez a la Universidad de San Carlos de Guatemala[e] al igual que los derechos de autor de toda su obra. Sus novelas «El Tigre», «Caos» y «La Tempestad», conocidas en conjunto como «La Trilogía del Trópico», son lectura oficial en las escuelas públicas y colegios privados de Guatemala. Como poeta cultivó principalmente el género del Haikai (Hai-Kai).[53]
- Virgilio Rodríguez Macal (1916-1964): periodista, novelista y diplomático que logró varios premios tanto internacionales como nacionales, como el Primer Premio en Prosa, en la rama de novela, o los Juegos Florales de Quetzaltenango de 1950 gracias a sus novelas. Es uno de los novelistas más populares en la cultura centroamericana por sus publicaciones de estilo criollista.  La mayoría de sus obras se ambientan en las selvas del Departamento de El Petén.[54]

### Periodistas
- Rigoberto Bran Azmitia: fundador de la Hemeroteca Nacional
- César Brañas (1899-1976): periodista, ensayista, crítico literario y poeta. Como periodista, colaboró durante años en el periódico El Imparcial del que fue fundador, estaba a cargo de la sección cultura y escribía una columna para compartir sus pareceres sobre cuestiones literarias y artísticas.[55] Miembro de la generación del 20, murió tras sufrir serias heridas durante el terremoto de 1976, que destruyó parcialmente a Guatemala y heredó su biblioteca y residencia a la Universidad de San Carlos de Guatemala.
- Héctor Gaitán
- Enrique Gómez Carrillo: Como cronista periodístico en Europa había pocos que le igualaran y ninguno que le superara, haciéndose acreedor al sobrenombre «El Príncipe de los Cronistas». Su vasta producción no es conocida en su totalidad, pues colaboró con muchas publicaciones, en las que sobresalen El Liberal de Madrid con dos mil seiscientas sesenta y siete crónicas de 1899 a 1920 y el ABC con quinientas setenta crónicas de 1921 a 1927.  Entre sus principales contribuciones se encuentran: 
  1. Reportaje sobre la situación de la Rusia Zarista en 1905. Durante su viaje a San Petersburgo junto al director de El Liberal Alfredo Vincenti, conoció la tremenda realidad del gobierno del zar Nicolás II, el clero ortodoxo, los movimientos de los obreros y estudiantes y la represión de los oficiales y nobles.  Luego de aparecer en El Liberal, sus reportajes aparecieron en su libro La Rusia Actual, con prólogo del propio Antonio Vincenti.[18] Esta obra fue la denuncia más vehemente de la injusticia en Rusia hecha en español.  Como no era obra de un político o de un gobierno en específico, quedó como un documento irrefutable por su objetividad e imparcialidad.[56]
  2. Egipto, Japón y China: también en 1905. Con motivo de la victoria del Imperio Japonés sobre los rusos, Gómez Carrillo convenció a los directores de los periódicos para los que trabajaba para visitar el Lejano Oriente. El objetivo periodístico del viaje era informar a los lectores de El Liberal y La Nación sobre la situación de Japón como país vencedor, las consecuencias que produjo la guerra y el rumbo que tomaba el poderoso imperio, pero sus reportajes no sólo dan cuenta de las costumbres políticas, sociales de los países que visitó sino que, como corresponde a un experimentado seductor, también da cuenta de las costumbres y tradiciones eróticas de dichos países. De sus apuntes publicó dos libros:
  3. Tierra Santa: Tras un viaje por Tierra Santa en 1913, escribió su libro Jerusalén y la Tierra Santa, el cual fue bien recibido por la crítica literaria, pero atacado por los religiosos.  A pesar de la crítica religiosa, el libro tuvo gran circulación en España y América. Fue excomulgado por varios obispos en ambos continentes, pero Rubén Darío resume mejor quien resultó airoso al final:  «es lo más firme, lo más sentido, lo más meditado de toda su obra...  Si este diablo de hombre quisiera, aún después de la excomunión, lo prologaría ahora un cardenal!»[57]
  4. La Primera Guerra Mundial: durante los primeros tres años de la Gran Guerra, ejerció como corresponsal de «El Liberal», y gracias a sus detalladas crónicas, producto de su valor al acercarse a pocos metros de las líneas alemanas, el público español conoció los horrores del frente. Un compendio de sus artículos se encuentra en sus obras: Crónica de la Guerra (1915), Reflejos de la Tragedia (1915), En las Trincheras (1916), En el Corazón de la Tragedia (1916)[58] y La Gesta de la Legión (1918).

Por sus contribuciones como cronista de guerra, el gobierno francés le otorgó la alta dignidad de Comendador de la Legión de Honor. También fue un hábil entrevistador, siendo una de sus más famosas entrevistas la que le hizo al papa Benedicto XV durante la guerra; el Papa lo recibió a pesar de ser Gómez Carrillo un reconocido casanova y escritor herético. En 1916 empezó a dirigir el periódico El Liberal de Madrid, pero solo pudo dirigirlo durante un año, debido a sus múltiples viajes como corresponsal.
- Clemente Marroquín Rojas
- Francisco Méndez Escobar (1934-1962): Como periodista aficionado se inició en su pueblo -Joyabaj, Quiché y en la ciudad de Quetzaltenango, a donde llegó cuando tenía 20 años de edad; pero su profesión como tal se desarrolló a partir de 1934, cuando el director de El Imparcial, Alejandro Córdova, lo contrató como redactor para ese diario. Pronto ascendió a jefe de redacción y ocupó ese puesto hasta su muerte.  Fue contemporáneo de Mario Monteforte Toledo, Manuel Galich y Carlos Samayoa Chinchilla, con quienes formó parte de la generación del 30 o grupo Tepeus y escribió una poesía que trasciende por su universalidad y —en el caso de sus relatos— por su aporte al criollismo. Sus poemas fueron bien acogidos, elogiados e incluso apadrinados por César Brañas.[60]
- David Vela Salvatierra (1901-1992): Perteneció a la «Generación de 1920»[f][37][36] y fue coautor del himno universitario La Chalana; fungió como primer presidente de la Asociación de Estudiantes «El Derecho» (1920) y fue uno de los iniciadores del deporte universitario en 1922. También estuvo entre los fundadores de la Universidad Popular en 1922. Sus actividades periodísticas quedaron plasmadas en órganos divulgativos como redactor de El Estudiante, editor y redactor de las revistas Electra (1922) y Studium (1920). En junio de 1944 fue parte de los 311 ciudadanos que firmaron un memorial solicitando al presidente Jorge Ubico Castañeda la reinstauración de las garantías constitucionales en Guatemala[g][61] Perteneció a la Academia Guatemalteca de la Lengua y a la Sociedad de Geográfica e Historia de Guatemala. Sus estudios sobre literatura e historia son fundamentales para analizar la cultura de Guatemala.[62] Fue director de El Imparcial hasta la desaparición de éste.

### Poetas
- Ramón Aceña Durán (1895-1945): farmacéutico, poeta, dramaturgo y periodista. Perteneció a la «Generación de 1920»[37] y escribía bajo el seudónimo El Príncipe Feliz. Fue director en jefe del periódico Excélsior en México, y Secretario de la Universidad Nacional de Guatemala. Publicó diversos libros y obras.[63][64]
- Humberto Akabal (1952- ): poeta de la etnia maya k'iche'. Piensa y escribe sus poemas en idioma k'iche' y se autotraduce al español. En la actualidad es uno de los poetas guatemaltecos más conocidos en Europa y Sudamérica. Sus obras han sido traducidas al francés, inglés, alemán, italiano, portugués, hebreo, árabe, escocés, húngaro y estonio.[65]
- Otto René Castillo (1936–1967): poeta, activista y combatiente guerrillero guatemalteco.  Es conocido por su poema Vamos patria, a caminar.[66]
- Alaíde Foppa (1914-1980): poetisa, escritora, feminista, crítica de arte, profesora y traductora.[67] de ascendencia guatemalteca por parte de madre y argentina por la vía paterna. Vivió como exiliada en México, país donde se casó con Alfonso Solorzano, también guatemalteco, en donde nacieron tres de sus cinco hijos, y en donde escribió gran parte de su obra poética.  Tuvo un hijo con el presidente Juan José Arévalo en la década de 1940.  Durante la década de 1970 algunos de sus hijos se involucraron con la guerrilla guatemalteca, específicamente con el Ejército Guerrillero de los Pobres (EGP).  El año 1980 sería trágico para la familia de Alaíde Foppa: su hijo Juan Pablo, quien militaba en el Ejército Guerrillero de los Pobres (EGP) de la guerrilla guatemalteca murió en Nebaj, El Quiché, su esposo Alfonso Solórzano murió atropellado en la Ciudad de México y ella misma fue secuestrada y desaparecida en Guatemala.

### Otros escritores guatemaltecos delsigloXX[h]
- Adolfo Méndez Vides
- Ana María Rodas
- Arqueles Vela
- Augusto Monterroso
- Carlos Navarrete Cáceres (1931-).
- Carlos Solórzano
- Claudio Valerio Gaetani
- Dante Liano
- Franz Galich
- Isabel de los Ángeles Ruano
- Lucrecia Méndez de Penedo
- Luis de Lion
- Luz Méndez de la Vega (1919-2012)
- Manuel José Arce Leal.
- Margarita Carrera
- Mario Monteforte Toledo
- Rodrigo Rey Rosa

## SigloXXI
Es en cierta medida una continuación de la literatura del siglo XX.  Los escritores de este siglo siguen abordando temas de todo tipo.  Destacan poetas como Julio Serrano Echeverría y Allan Mills y escritores de narrativa, como Maurice Echeverría, Juan Pablo Dardón, Javier Payeras, Mardo Escobar y Ronald Flores y escritores poliédricos como Claudio Valerio Gaetani el cual abarca desde la poesía, la narrativa y el teatro. Entre otros autores guatemaltecos podemos citar a: Eduardo Halfon, Carlos Solórzano, Geldryn de León, Luis Alfredo Arango, entre otros.
Así también, cabe resaltar el surgimiento de voces femeninas durante este siglo en la literatura guatemalteca. Aunque en los últimos años no se ha reconocido la encomiable labor de autoras guatemaltecas, durante el siglo XXI se ha visto el surgimiento de un mayor número de obras escritas por mujeres. Entre las autoras que podemos mencionar se encuentran Ana María Rodas, Carmen Matute, Carolina Escobar Sarti, Luz Méndez de la Vega, Isabel de los Ángeles Ruano, Vania Vargas, Ruth Vaides, Georgina Palacios, Tania Hernández, Marian Godínez, entre muchas otras escritoras destacadas. 

## Narradores
- Francisco Alejandro Méndez (1964 - ): Se graduó de periodista por la Universidad de San Carlos de Guatemala y egresó del doctorado en Letras por la Universidad Nacional de Costa Rica.[68] Trabajó de periodista de medios escritos y televisivos guatemaltecos.[69] Ha entrevistado a ilustres escritores guatemaltecos e internacionales, como Augusto Monterroso y Luis Cardoza y Aragón entre otros. En 2010 publicó «Diccionario de Autores y Críticos de Guatemala», una obra que recopila los datos de todos los escritores y críticos del país.[70] Sus propias obras han sido publicadas en antologías en español, inglés, francés, polaco.

## Premios Nobel
| Premios Nobel         |      |        | |                                        |
| Escritor              | Año  | Imagen | Cita | Alma Mater                             |
| Miguel Ángel Asturias | 1967 |        | «por sus logros literarios vivos, fuertemente arraigados en los rasgos nacionales y las tradiciones de los pueblos indígenas de América Latina». | Universidad de San Carlos de Guatemala |